# Rio Grande Blood
Rio Grande Blood è un disco del gruppo industrial metal, Ministry. Il disco è uscito nel 2006 per l'etichetta 13th Planet Records del cantante del gruppo Al Jourgensen.

## Il disco
L'album ha contenuti politici molto espliciti che vanno contro l'impero Bush e la sua sete di guerra per il petrolio. Questo si nota già dalla copertina dove si vede il presidente americano appeso per le braccia, in una posizione che richiama la crocifissione di Gesù (con tanto di corona di spine sul capo), e immerso per metà in un barile di petrolio.
Inoltre il disco contiene campionamenti e pezzi di discorsi politici appropriatamente riadattati in chiave musicale, come si può notare per esempio nella title track dove viene preso un pezzo di un discorso di George W. Bush in cui ripete, tra le altre frasi, "I've adopted sophisticated terrorist tactics/ And I'm a dangerous, dangerous man/ With dangerous, dangerous weapons".

### Stile
Questo disco ha influenze molto thrash metal, che ricordano gli Slayer accompagnate da qualche sparuto campionamento che riporta all'industrial di cui i Ministry sono capisaldi.

### Collaborazioni
In questo disco insieme a Jourgensen e compagni troviamo molte collaborazioni, in particolare: Sgt. Major nella canzone Gangreen, Jello Biafra in Ass Clown, Liz Constantine in Khyber Pass e infine la collaborazione forse più importante, cioè quella di Joey Jordison, batterista degli Slipknot, che ha accompagnato la band nel tour omonimo del cd.

## Tracce
1. Rio Grande Blood
2. Senõr Peligro
3. Gangreen (feat. Sgt. Major)
4. Fear (Is Big Business)
5. Lieslieslies
6. The Great Satan (remix)
7. Yellow Cake
8. Palestina
9. Ass Clown (feat. Jello Biafra)
10. Khyber Pass (feat. Liz Constantine)
11. Untitled (traccia nascosta)